# Contea di Panola (Texas)
La contea di Panola in inglese Panola County è una contea dello Stato del Texas, negli Stati Uniti. La popolazione al censimento del 2010 era di 23 796 abitanti. Il capoluogo di contea è Carthage. La contea è situata nella regione del Texas orientale. È stata creata nel 1846.

## Geografia fisica
| Anno | Popolazione | ±%     |
| ---- | ----------- | ------ |
| 1850 | 3,871       | Note:  |
| 1860 | 8,475       | 118.9% |
| 1870 | 10,119      | 19.4%  |
| 1880 | 12,219      | 20.8%  |
| 1890 | 14,328      | 17.3%  |
| 1900 | 21,404      | 49.4%  |
| 1910 | 20,424      | −4.6%  |
| 1920 | 21,755      | 6.5%   |
| 1930 | 24,063      | 10.6%  |
| 1940 | 22,513      | −6.4%  |
| 1950 | 19,250      | −14.5% |
| 1960 | 16,870      | −12.4% |
| 1970 | 15,894      | −5.8%  |
| 1980 | 20,724      | 30.4%  |
| 1990 | 22,035      | 6.3%   |
| 2000 | 22,756      | 3.3%   |
| 2010 | 23,796      | 4.6%   |

Secondo l'Ufficio del censimento degli Stati Uniti d'America la contea ha un'area totale di 821 miglia quadrate (2130 km²), di cui 802 miglia quadrate (2080 km²) sono terra, mentre 20 miglia quadrate (52 km², corrispondenti al 2,4% del territorio) sono costituiti dall'acqua.

### Strade principali
- U.S. Highway 59
- Interstate 369 (in costruzione)
- U.S. Highway 79
- State Highway 43
- State Highway 149
- State Highway 315
- Farm to Market Road 10
- Farm to Market Road 31
- Farm to Market Road 124
- Farm to Market Road 1970

### Contee adiacenti
- Harrison County (nord)
- Caddo Parish (nord-est)
- De Soto Parish (est)
- Shelby County (sud)
- Rusk County (ovest)

## Istruzione
Nella contea sono presenti i seguenti distretti scolastici:
Beckville ISD
Carthage ISD
Elysian Fields ISD 
Gary ISD
Joaquin ISD 
Tatum ISD 
Tenaha ISD 
- Panola College